# The Police
Полис (енгл. The Police) је енглеска рок група основана 1977. у Лондону.

## Каријера и развој групе
Оригиналну поставу групе чинили су пјевач и бас гитариста Стинг (енгл. Sting, правим именом Гордон Самнер), пјевач и гитариста Енди Самерс (енгл. Andy Summers) и Стјуарт Копланд (енгл. Stewart Copeland, бубњеви, вокал, удараљке). Група је у свјетским размерима постала позната крајем 1970-их и сврстава се међу прве успјешне новоталасне бендове. Музика групе је рокенрол заснован на џезу, панку и регеу. Албум Synchronicity из 1983. био је на првим мјестима топ-листа у УК и САД гдје је продан у више од 8.000.000 примјерака. Бенд се распао 1984, али је поново оформљен почетком 2007. за наступе на турнеји до августа 2008. До данас је широм свијета продато више од 50.000.000 плоча ове групе, а чланови групе Полис су, захваљујући заради од повратничке турнеје, били међу најплаћенијим музичарима 2008.

## Дискографија
- Outlandos d'Amour - (1978)
- Reggatta de Blanc - (1979)
- Zenyattà Mondatta - (1980)
- Ghost in the Machine - (1981)
- Synchronicity - (1983)